# Márok
Márok es un pueblo ubicado en el distrito de Siklós, en el condado de Baranya, Hungría.

## Superficie
Posee una superficie de 15,93 kilómetros cuadrados.

## Demografía
Hasta 2022 la población era de 399 habitantes, con una densidad de población de 24,92 habitantes por kilómetro cuadrado.